# Hegemonía del proletariado
En la teoría marxista, la hegemonía del proletariado es el período que sigue al derrocamiento de la dictadura de la burguesía (capitalismo), que antecede a la construcción del socialismo y concluye con la transformación comunista de la sociedad. 
En esta transición al comunismo, los proletarios constituidos en clase consciente destruyen la maquinaria estatal burguesa (ejército, policía, parlamentos y casas de gobierno, burocracia, sistema judicial liberal) y toman el control de los medios de producción para socializarlos.
Karl Marx, abrazando la causa del comunismo revolucionario, incorporó ese concepto a su teoría, y vio en el proletariado a la clase revolucionaria de la sociedad capitalista que, con su propia emancipación, emanciparía al resto de la humanidad. Pero debía hacerse una transición desde la toma del poder por el proletariado hasta la sociedad comunista, y esa transición Marx la concibió como la misión de la hegemonía del proletariado.
En el Manifiesto Comunista, Marx y Engels proponían el siguiente programa de acción luego de la toma del poder estatal por el proletariado: 

1. Expropiación de la propiedad inmueble y aplicación de la renta del suelo a los gastos públicos
2. Fuerte impuesto progresivo
3. Abolición del derecho de herencia
4. Confiscación de la fortuna de los emigrados y rebeldes
5. Centralización del crédito en el Estado por medio de un Banco nacional con capital del Estado y régimen de monopolio
6. Nacionalización de los transportes
7. Multiplicación de las fábricas nacionales y de los medios de producción, roturación y mejora de terrenos con arreglo a un plan colectivo
8. Proclamación del deber general de trabajar; creación de ejércitos industriales, principalmente en el campo
9. Articulación de las explotaciones agrícolas e industriales; tendencia a ir borrando gradualmente las diferencias entre el campo y la ciudad
10. Educación pública y gratuita de todos los niños. Prohibición del trabajo infantil en las fábricas bajo su forma actual. Régimen combinado de la educación con la producción material, etc.

Pero esta concepción estatista de la hegemonía del proletariado cambiaría en el transcurso del tiempo. Luego de la Comuna de París, Marx y Engels decidieron agregar el siguiente prólogo al Manifiesto Comunista donde la concepción original de la toma del poder es revisada y cambiada por la siguiente:

Este programa ha quedado a trozos anticuado por efecto del inmenso desarrollo experimentado por la gran industria en los últimos veinticinco años, con los consiguientes progresos ocurridos en cuanto a la organización política de la clase obrera, y por el efecto de las experiencias prácticas de la revolución de febrero en primer término, y sobre todo de la Comuna de París, donde el proletariado, por vez primera, tuvo el Poder político en sus manos por espacio de dos meses. La comuna ha demostrado, principalmente, que “la clase obrera no puede limitarse a tomar posesión de la máquina del Estado en bloque, poniéndola en marcha para sus propios fines”. (V. La guerra civil en Francia, alocución del Consejo general de la Asociación Obrera Internacional, edición alemana, pág. 51, donde se desarrolla ampliamente esta idea).

## La hegemonía del proletariado según las distintas corrientes del marxismo
Según el leninismo, en los procesos revolucionarios de fines del siglo XIX y principios del siglo XX la hegemonía del proletariado debía ser contenido esencial de una revolución socialista. Su misión era reformular las relaciones sociales (naturalizadas) y mediante esa recreación, liberar las conciencias del mismo proletariado. Esa nueva unidad de corte sociopolítico, económico y cultural lograría impedir la resistencia de la hegemonía burguesa. Vladimir Lenin estudiaría las lógicas en que este proceso se constituiría en lo posteriormente llamado segundo mundo, cual fue la experiencia de los socialismos reales. 
Para que se completara ese proceso, el Estado aseguraría expropiar la dominación burguesa y sería el vehículo en el cual las demandas, historicidad y perspectiva proletaria se impondrían. Para eso, claro, se debía conseguir dominar totalmente el aparato estatal mediante la revolución antes mencionada (dictadura del proletariado).
Los anticomunistas que asociaban y asocian a los regímenes del "socialismo real" con el comunismo y la dictadura del proletariado, usaron el término para "demostrar" el carácter totalitario que tendría cualquier intento de superar a la democracia formal capitalista burguesa o liberalismo.
Sin embargo, en respuesta a estas asociaciones sobre el término "dictadura", algunas corrientes marxistas modernas utilizan como término equivalente a "dictadura del proletariado" el de "democracia obrera".